# Przełęcz Kakonińska
Przełęcz Kakonińska – zalesiona przełęcz, położona na terenie Łysogór w Górach Świętokrzystkich na wysokości ok. 520 m n.p.m. Znajduje się ona na terenie Świętokrzyskiego Parku Narodowego, pomiędzy szczytami Agaty (608 m n.p.m.) a nie posiadającym nazwy wierzchołkiem o wysokości 547 m n.p.m.

## Szlaki turystyczne
- Główny Szlak Świętokrzyski im. Edmunda Massalskiego na odcinku: Święta Katarzyna - Łysica - Przełęcz Kakonińska - Przełęcz świętego Mikołaja - Kakonin - Huta Szklana (Przełęcz Hucka) - Łysa Góra - Trzcianka - Kobyla Góra - Paprocice